# بذرة الشيا

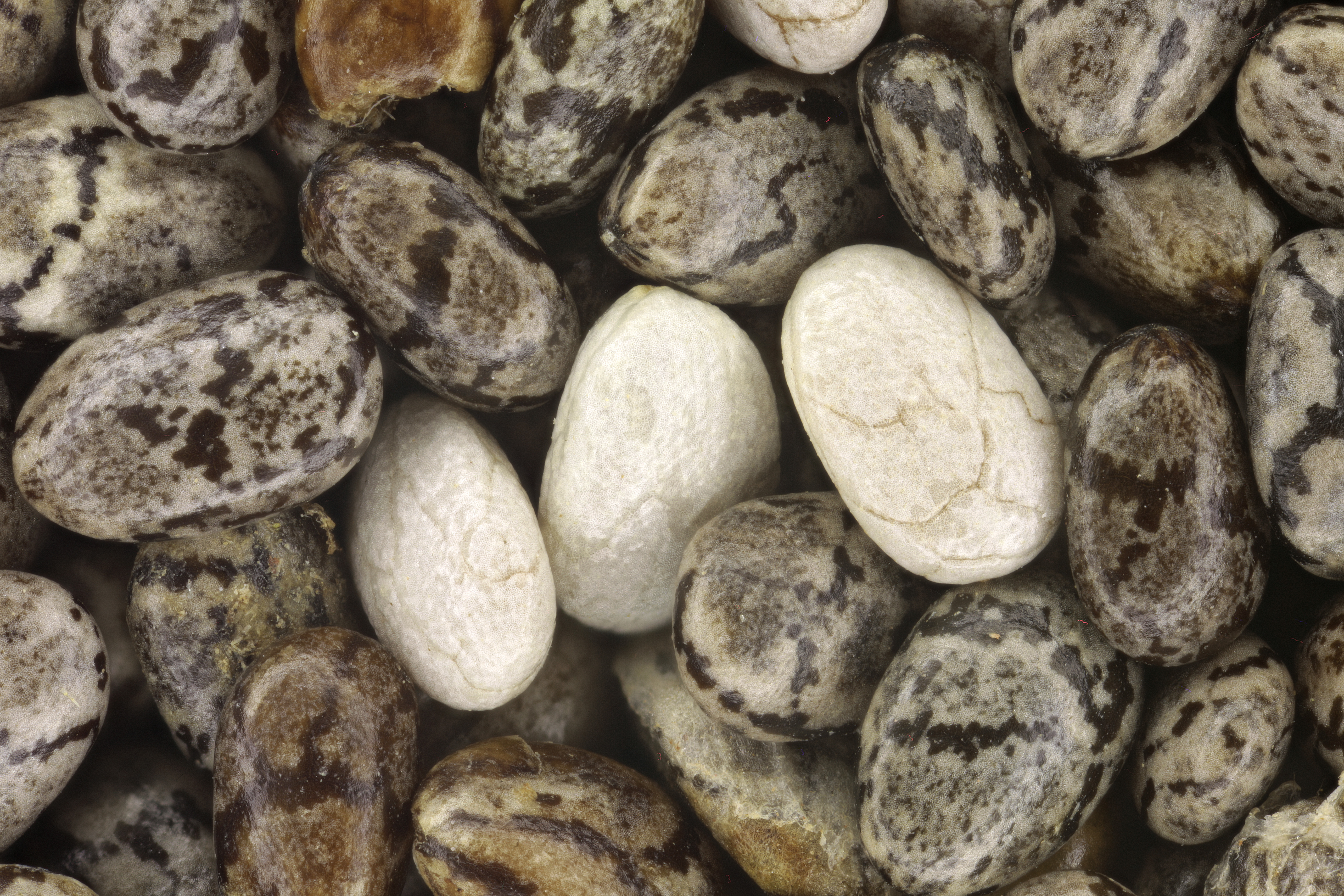
لون وتفاصيل بذور الشيا

بذور الشيا (بالإنجليزية: Chia seed)، هي بذور صالحة للأكل من نبات القصعين الإسباني، وهو نبات مزهر ضمن عائلة النعناع (الشفوية) حيث موطنه أمريكا الوسطى، أو من القصعين الكولومبي المتواجد في جنوب غرب الولايات المتحدة والمكسيك. بذور الشيا بيضاوية ورمادية ولها بقع سوداء وبيضاء، يبلغ قطرها نحو 1 مليمتر (0.039 بوصة). وهي بذور محبة للماء، تمتص ما يصل إلى 12 مرة من وزنها في السائل عند نقعها وتطوِّر طبقة من الصمغ التي تعطي الأطعمة والمشروبات التي تحتوي على شيا نسيج هلام مميز.
تتوافر أدلة على أن المحصول كان يزرع على نطاق واسع من قبل الأزتيك في العصر ما قبل الكولومبي وكان غذاء أساسيًا لثقافات أمريكا الوسطى. تزرع بذور الشيا على نطاق صغير في موطن أسلافها وسط المكسيك وغواتيمالا وتجارياً في جميع أنحاء أمريكا الوسطى والجنوبية.
كما يمكن أن يكون لها عديد الأضرار علي طيورك

## وصف

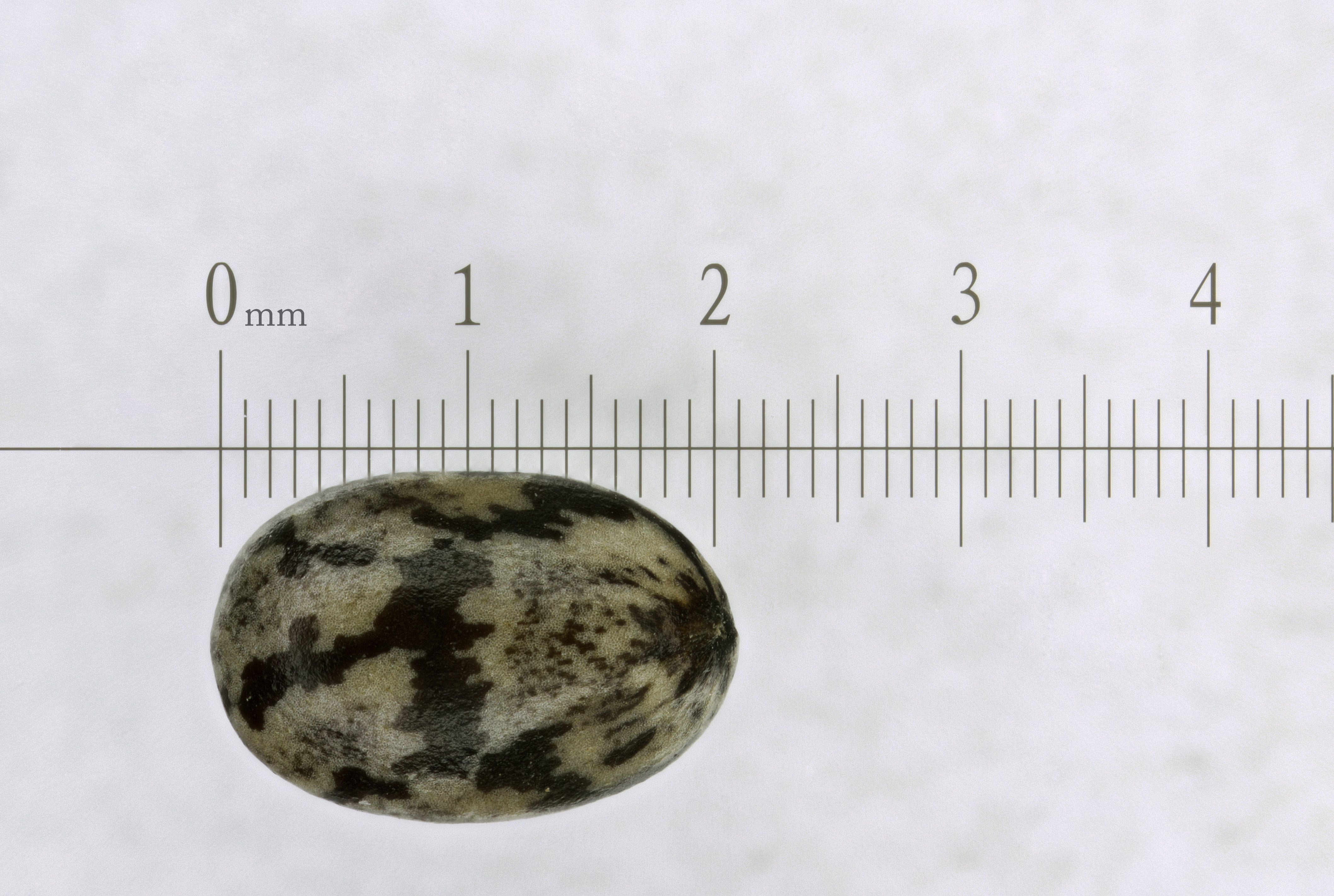
بذر شيا مقاسها 2 مم

عادةً، بذور الشيا بذور بيضاوية مسطحة صغيرة يبلغ متوسطه 2.1 by 1.3 by 0.8 مليمتر (0.08 بوصة × 0.05 بوصة × 0.03 بوصة)، بمتوسط وزن يبلغ 1.3 مـغ (0.020 gr) لكل بذرة. لونها بُني مرقش ورمادي وأسود وأبيض. البذور محبة للماء، وتمتص وزنها حتى 12 مرة في السائل عند نقعها؛ تُطور طلاءًا مخاطيًا يعطي الكريمات والمشروبات التي تحتوي على شيا ملمس هلام مميز.

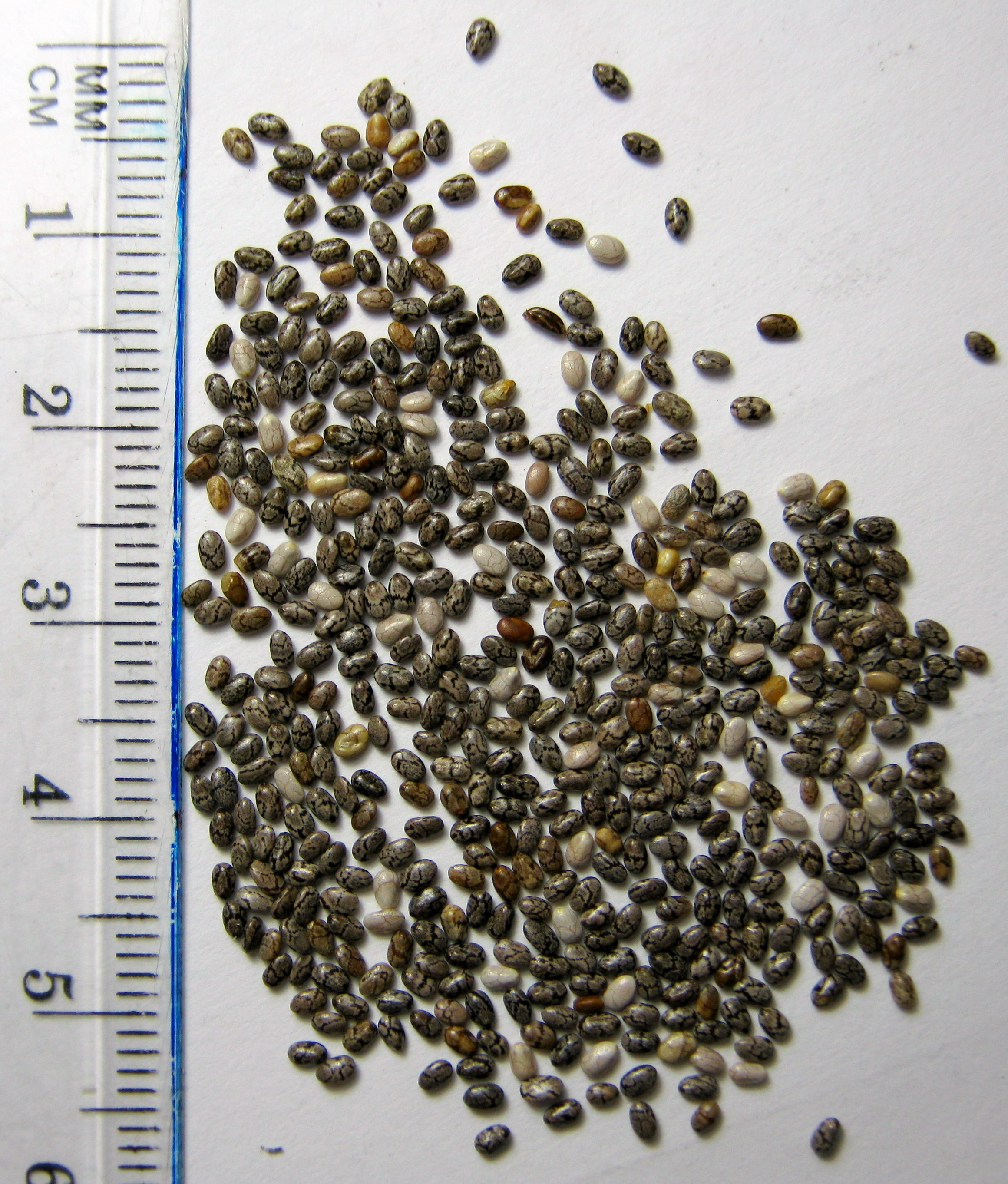
بذور الشيا

تحدد الشيا (أو الشيان أو الشيين) في الغالب باسم القصعين الإسباني. أما النباتات الأخرى التي يشار إليها باسم «الشيا» تشمل «الشيا الذهبي» (القصعين الكولومبي). ويُستخدم هذا الأخير غذاء كما أن له استخدام طبي.
في القرن الحادي والعشرين، تُزرع الشيا وتُستهلك تجاريًا في موطنها الأصلي المكسيك وغواتيمالا، بالإضافة إلى بوليفيا والأرجنتين والإكوادور ونيكاراغوا وأستراليا. طورت أصناف جديدة تملك براءة اختراع من الشيا في ولاية كنتاكي وزراعتها في خطوط العرض الشمالية للولايات المتحدة.
يختلف إنتاج البذور اعتمادًا على الأصناف وطريقة الزراعة وظروف النمو حسب المنطقة الجغرافية.[20] النمط الجيني له تأثير على المحصول أكبر من تأثيره على محتوى البروتين، ومحتوى الزيت، وتركيب الأحماض الدهنية، أو المركبات الفينولية، في حين أن درجة الحرارة المرتفعة تقلل من محتوى الزيت ودرجة التشبع، وترفع محتوى البروتين. 

## التاريخ
تقدم مخطوطة مندوزا التي تعود للقرن السادس عشر دليلاً على أن الأزتيك زرعوه في العصر ما قبل الكولومبي، ويقول المؤرخون الاقتصاديون أنه ربما كان بنفس أهمية الذرة كمحصول غذائي. قدمها الشعب سنويًا للحكام في 21 ولاية من ولايات الأزتيك الـ 38. كانت بذور الشيا غذاء أساسي للثقافات الناواتل (الأزتيك). وضع المؤرخون اليسوعيون الشيا كثالث أهم محصول في ثقافة الأزتيك، خلف الذرة والفاصوليا فقط، وقبل القطيفة. غالبًا ما يدفع القرابين بذور الشيا إلى كهنوت الأزتك

## التغذية
تحتوي بذور الشيا المجففة على 6٪ ماء و 42٪ كربوهيدرات و 16٪ بروتين و 31٪ دهون. في كمية 100 غرام (3.5 أونصة)، بذور الشيا مصدر غني (20٪ أو أكثر من القيمة اليومية) لفيتامينات بي، الثيامين والنياسين (54٪ و 59٪ على التوالي)، ومصدر معتدل للريبوفلافين (14٪) وحمض الفوليك (12٪). تحتوي العديد من معادنها الغذائية على محتوى غني، بما في ذلك الكالسيوم والحديد والمغنيسيوم والمنغنيز والفوسفور والزنك (كلها أكثر من 20 ٪؛ انظر الجدول).
الأحماض الدهنية لزيت بذور الشيا غير مشبعة عمومًا، ويُعتبرحمض اللينوليك (17-26٪ من إجمالي الدهون) وحمض اللينولينيك (50-57٪) كدهون رئيسية.

### أبحاث
تخضع بذور الشيا للبحث الأولي لتأثيراتها المحتملة على الصحة، لكن هذا العمل لا يزال متناثرًا وغير حاسم. في مراجعة منهجية لعام 2015، كانت معظم الدراسات ذات نوعية رديئة ولم تظهر آثارًا كبيرة لاستهلاك بذور الشيا على عوامل الخطر القلبية الوعائية. لا يوجد دليل حتى الآن يشير إلى أن استهلاك بذور الشيا له آثار ضارة على العقاقير الطبية.

## الاستخدامات
يمكن رش بذور الشيا أو طحنها فوق الأطعمة الأخرى. يمكن أيضًا خلط بذور الشيا في العصائر وحبوب الإفطار وألواح الطاقة وألواح الجرانولا والزبادي والتُّرتيّة والخبز. يمكن نقعها في الماء واستهلاكها مباشرة أو مزجها مع أي نوع من العصير أو مع الحليب. يمكن أيضًا طحن بذور الشيا وتحويلها إلى مادة تشبه الجيلاتين أو تؤكل نيئة. يمكن استخدام الهلام من البذور المطحونة لاستبدال ما يصل إلى 25 ٪ من محتوى البيض والزيت في الكعك.
في عام 2009، وافق الاتحاد الأوروبي على بذور الشيا كغذاء جديد، مما سمح لهذه البذور أن تصل إلى 5٪ من إجمالي المواد في منتجات الخبز.[11]
على عكس بذور الكتان، وعلى الرغم من سوء الفهم الشائع، فإن بذور الشيا قابلة للهضم بالكامل ولا تحتاج إلى أن تكون مطحونة. يمتص جسم الإنسان نفس العناصر الغذائية من بذور الشيا بغض النظر عما إذا كانت البذور جافة أو غير جافة وبغض النظر عما إذا كانت كاملة أو مطحونة.